# جی.ان. گلاسو
گ. ان. گلاسو (انگلیسی: G. N. Glasoe؛ زاده ۲۹ اکتبر ۱۹۰۲ درگذشته ۱۹۸۷) یک فیزیک‌دان بود.